# Stade de Luxembourg
Das Stade de Luxembourg ist ein Rugby- und Fußballstadion bei Kockelscheuer im Süden der luxemburgischen Hauptstadt Luxemburg. Es ersetzte das Josy-Barthel-Stadion, das bisherige Nationalstadion. Das erste Spiel im neuen Stadion fand am 1. September 2021 mit dem WM-Qualifikationsspiel gegen Aserbaidschan statt.

## Geschichte

### Vorgeschichte
Das Josy-Barthel-Stadion, die ehemalige Heimstätte der luxemburgischen Fußballnationalmannschaft, wurde 1931 fertiggestellt. In den Jahren 1989 und 1990 wurde es komplett renoviert. Im November 2012 wurde bekannt gegeben, dass eine zügige Renovierung des veralteten und heruntergekommenen Stadions geplant sei, da die UEFA sonst die luxemburgischen Vereine und die Nationalmannschaft 2014 von den europäischen Wettbewerben ausschließen könne.
Nachdem es bis zum September 2013 keine konkreten Fortschritte zur Stadionsanierung gab, äußerte sich UEFA-Präsident Michel Platini am 25. September 2013 auf einer Pressekonferenz in Luxemburg zu dem Thema. Er wurde vom Luxemburger Fußballverband (FLF) eingeladen, um einen Anschub für die notwendigen Renovierungsarbeiten zu geben. Die Sanierung des Stadions müsse umgehend beginnen, ansonsten würde Luxemburg große Probleme bekommen, so Platini. Weiter sagte er, dass das Josy-Barthel-Stadion eines der heruntergekommensten Stadien sei, das er je gesehen habe. Das Stadion sollte nach dem zweijährigen Umbau 9000 Plätze bieten. Die Kosten für die Arbeiten sollten zwischen 30 und 40 Millionen Euro liegen.
Im Januar 2014 verkündete man schließlich, dass die Renovierung des Stadions definitiv vom Tisch sei und man einen Neubau an anderer Stelle bevorzuge. Nach der Fertigstellung des Neubaus soll das Josy-Barthel-Stadion abgerissen werden.

### Planungsphase
Im Juni 2014 startete die Ausschreibung für den Neubau. Insgesamt gab es 25 Bewerbungen, von denen fünf die Anforderungen erfüllten. Als Gewinner ging Ende September 2014 das deutsche Architekturbüro Gerkan, Marg und Partner (gmp Architekten) in Zusammenarbeit mit dem luxemburgischen Architekturbüro BENG Architectes Associés hervor. Des Weiteren gehören zu dem Bauprojekt die deutschen Unternehmen Schlaich Bergermann und Partner und ZWP sowie von luxemburgischer Seite TR Engineering und Luxautec. Das neue Stade National entsteht zwischen Cloche d’Or und Kockelscheuer. Der weitere Zeitplan sah vor, dass bis April 2015 von gmp und Beng ein Masterplan vorlegen sollten. Fünf Monate später sollte im September ein Vorentwurf fertig sein. Nach dem Plan ist der Baubeginn für den Januar 2017 veranschlagt. Die Eröffnung des neuen Nationalstadions war für Ende 2018 bis Anfang 2019 angestrebt. Die Kosten des Neubaus waren auf 35 Millionen Euro angesetzt, die sich das Großherzogtum Luxemburg und die Stadt Luxemburg mit 70 zu 30 Prozent teilen.
Mitte Juli 2015 wurden erste Entwürfe des neuen Stade National de Luxembourg von den Architektenbüros gmp und BENG vorgestellt. Das Stadion mit komplett überdachten Rängen wird die Anforderungen der UEFA-Stadionkategorie 4 und der FIFA erfüllen und soll 9595 Plätze bieten. Neben Fußball soll die Spielstätte von der luxemburgischen Rugby-Union-Nationalmannschaft genutzt werden, so wird die Anlage auch die Vorgaben der World Rugby, dem Weltverband der Sportart Rugby Union, erfüllen. Das gesamte Bauprojekt soll ein Volumen von 65 Millionen Euro haben, womit sich der Kostenrahmen von 2014 von 35 Mio. Euro fast verdoppelt hat. Auf das Stadion entfallen rund 58 Mio. Euro der Kosten. Nach Fertigstellung der Arena wird eine P+R-Parkplatzfläche mit 2000 Plätzen entstehen. Direkt am Stadion werden 159 V.I.P.-Parkplätze angelegt.
Ende November 2016 wurden weitere Details des Stadionbaus bekannt. Demnach sollen die Arbeiten am Gelände im Mai 2017 beginnen und der erste Spatenstich ist für den September des Jahres vorgesehen. Die Fertigstellung sollte im Oktober 2019 gefeiert werden. Entgegen den ersten Planungen wurde das Platzangebot von 9595 auf 9386 gesenkt. Die neue Fußballarena wird als Spielfläche einen Hybridrasen, eine Mischung aus Naturrasen und Kunstrasenfasern, erhalten. Damit soll das Grün die Beanspruchung durch Fußball, Rugby und Konzerte besser überstehen. Zu den Konzerten soll das Stadion 15.000 Besucher fassen. Der Kostenrahmen von ca. 60 Mio. Euro bleibt gleich.

### Bauphase
Am 5. Dezember 2016 genehmigte der Gemeinderat von Luxemburg den Bau des neuen Nationalstadions. Am 18. September 2017 wurde der symbolische Spatenstich durchgeführt. Die Fertigstellung wurde ursprünglich für Oktober 2019 angestrebt, ließ sich dieser Termin durch Verzögerungen beim Bau jedoch nicht halten und wurde infolgedessen auf Mai 2020 verschoben.
Am 8. Juli 2019 meldete die Zeitung Luxemburger Wort, dass die Kosten das bisherige Budget deutlich überschreiten. Der hauptstädtische Gemeinderat genehmigte einen Zusatzkredit in Höhe von 18,45 Millionen Euro für das neue Nationalstadion. Ursprünglich war man von einem Budget von 60 Mio. Euro ausgegangen. Bereits im April des Jahres erklärte Bürgermeisterin Lydie Polfer der Hauptstadt Luxemburg bei einer Begehung der Baustelle, dass der Kostenrahmen überschritten und die Eröffnung später als geplant erfolgen werde. Der Gemeinderat hatte am 5. Dezember 2016 ein Budget von 61,15 Mio. Euro genehmigt, dabei entfielen 60,35 Mio. Euro für das Stadion und 791.826 Euro für den angrenzenden Parkplatz. Nun wird das damalige Budget um 27,5 Prozent überstiegen. Jetzt geht man von Kosten in Höhe von 76,92 Mio. Euro aus. Die gestiegenen Kosten gehen u. a. auf die zusätzlichen, mit dem Überwachungssystem kompatiblen Kameras, die nach Anfrage der Polizei montiert werden sollen, zurück. was Zusatzkosten von 823.914 Euro verursacht. Der Ausbau des Wi-Fi- und 5G- sowie des Luxemburger Funknetzes kostet weitere 1,3 Mio. Euro. Hinzu kommen die Beleuchtung der Fassade (843.104 Euro), die Erhöhung der Getränkeausschänke (550.072 Euro), die Änderung der festen Sitze zu aufklappbaren Sitzen (412.206 Euro) sowie die Ausstattung des Businessclubs für eine Kapazität von 500 Personen (591.348 Euro). Darüber hinaus wurden die Kosten für die Seilnetzfassade um 1,4 Mio. Euro unterschätzt. Weitere 1,89 Mio. Euro werden für die Gestaltung des Mehrzweckparkplatzes vor dem Stadion fällig. Der Zusatzkredit von 16,56 Millionen Euro für das Stadion und 1,89 Millionen Euro für den Mehrzweckparkplatz wurde mit vier Enthaltungen der LSAP sowie David Wagner (Déi Lénk) angenommen.
Durch den Ausbruch der weltweiten COVID-19-Pandemie 2020 und den damit verbundenen nationalen Baustopps, war auch dieser Termin im September/Oktober des Jahres nicht mehr zu halten, da man zwei Monate hinter dem Zeitplan zurücklag. Damit wäre man bei Ende November oder Anfang Dezember 2020. Vor der Eröffnung muss die Anlage mit der Stadt getestet werden. Das Reglement schreibt beispielsweise vor, dass das Stadion vor der ersten offiziellen Partie mindestens einmal zu zwei Drittel gefüllt sein muss. Diese Prüfungen nehmen weitere Zeit in Anspruch. Derzeit geht man von der Einweihung des Nationalstadion für Anfang 2021 aus. Man plant ein Gala-Spiel gegen eine große europäische Nation.
Am 16. Juli 2020 wurde bei einer Besichtigung der zukünftige Name des Stadions bekannt. Es wird Stade de Luxembourg heißen. Die Gesamtkosten des Neubaus mit 9385 Sitzplätzen liegen bei 76,603 Mio. Euro. Ein offizielles Eröffnungsspiel konnte wegen der Verschiebungen durch die COVID-19-Pandemie und den engen Zeitplan der UEFA nicht stattfinden. Ein Start in die UEFA Nations League 2020/21 war durch die Verzögerungen beim Bau nicht möglich.

### Eröffnung und Nutzung
Die Eröffnung sollte am 30. März 2021 mit dem WM-Qualifikationsspiel gegen Portugal stattfinden. Nach einem Besuch der UEFA musste der Termin gekippt werden, da im Bereich Informationstechnik vieles nachgearbeitet werden muss. Am 14. Juli 2021 fand ein erstes Testspiel zweier Auswahlmannschaften der Fußballschule statt. Am 1. September 2021 fand ein WM-Qualifikationsspiel gegen Aserbaidschan statt. Das erste offizielle Tor erzielte Mica Pinto für die Gastgeber.
Die Anlage bietet 9471 Plätze (8708 Standardplätze, 512 V.I.P.-Plätze, 27 V.V.I.P.-Plätze, 174 Presseplätze, 50 Plätze für Personen mit eingeschränkter Mobilität). Sie erfüllt die Kriterien der UEFA-Stadionkategorie 4. Mit 156 LED-Leuchten wird das Spielfeld beleuchtet. 560 Metallpaneele wurden für die Membranfassade verbaut. Die offizielle Einweihung der Stadt in Zusammenarbeit mit dem Ministerium für Sport fand am 25. September 2021 statt. Am Tag darauf konnte bei einem Tag der offenen Tür das Stadion besucht werden.
Am 21. September 2021 feierte die Fußballnationalmannschaft der Frauen gegen die Engländerinnen Premiere im Nationalstadion. Das Qualifikationsspiel zur Fußball-Weltmeisterschaft der Frauen 2023 endete mit einer 0:10-Niederlage für die Gastgeberinnen. Die Rugby-Union-Nationalmannschaft trat am 27. November des Jahres im Stade de Luxembourg gegen Tschechien an und unterlag mit 12:39.

## Kontroverse um Namensgebung
Der Name des Stadions wurde auf einer Pressekonferenz im Juli 2020 wie bereits zuvor in Frankreich das Stade de France mit Stade de Luxembourg bekannt gegeben. Nach der Enthüllung des Namens gab es in der Bevölkerung und in der lokalen Presse massive Beschwerden über die mangelnde Kreativität und den Gebrauch der französischen Sprache bei der Benennung. Eine Petition wurde sogar bei der Abgeordnetenkammer eingereicht, um den Namen in etwas Kreativeres zu ändern und vor allem die luxemburgische Sprache zu verwenden.

## Galerie

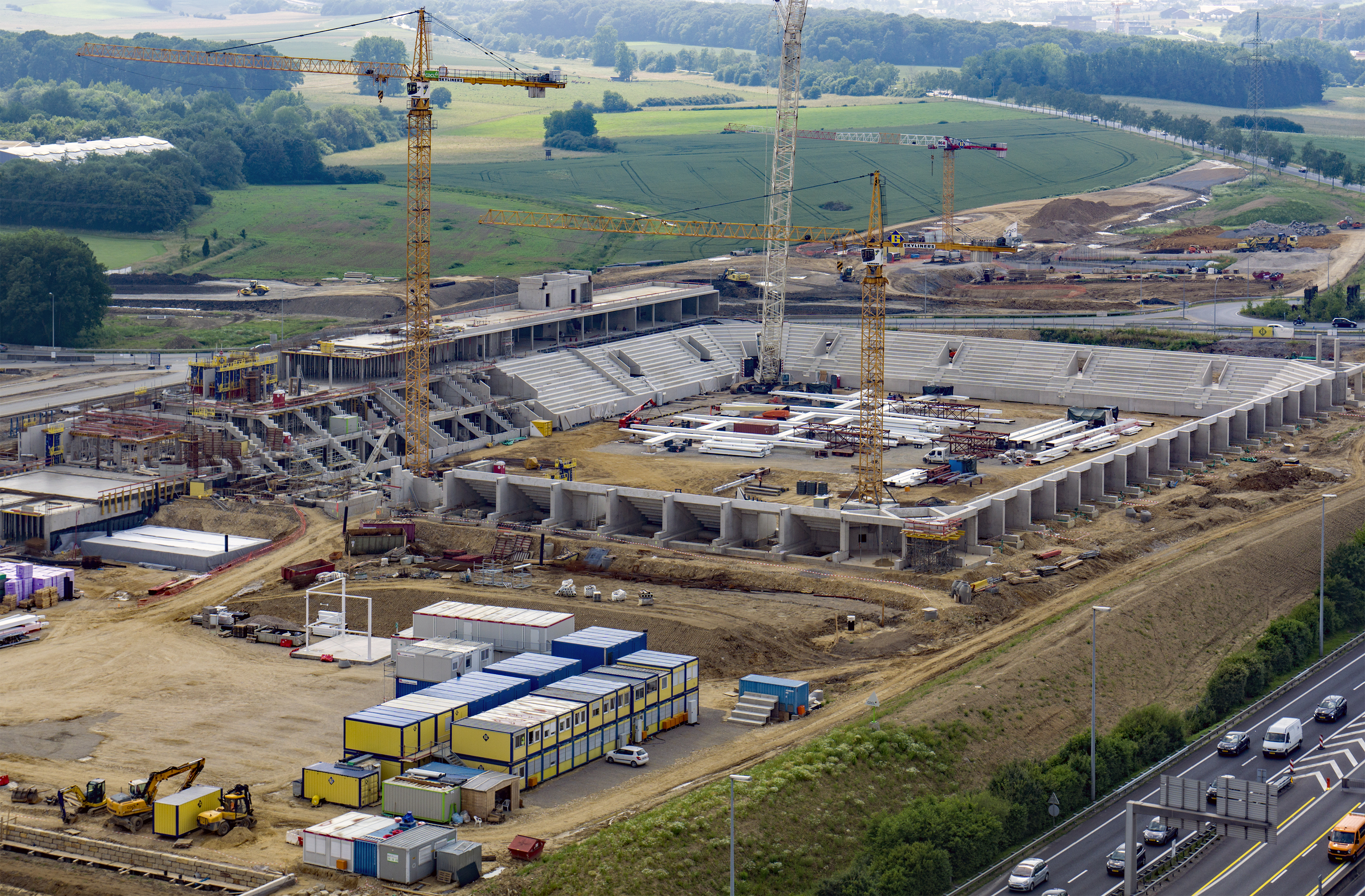
Die Stadionbaustelle im Juni 2018
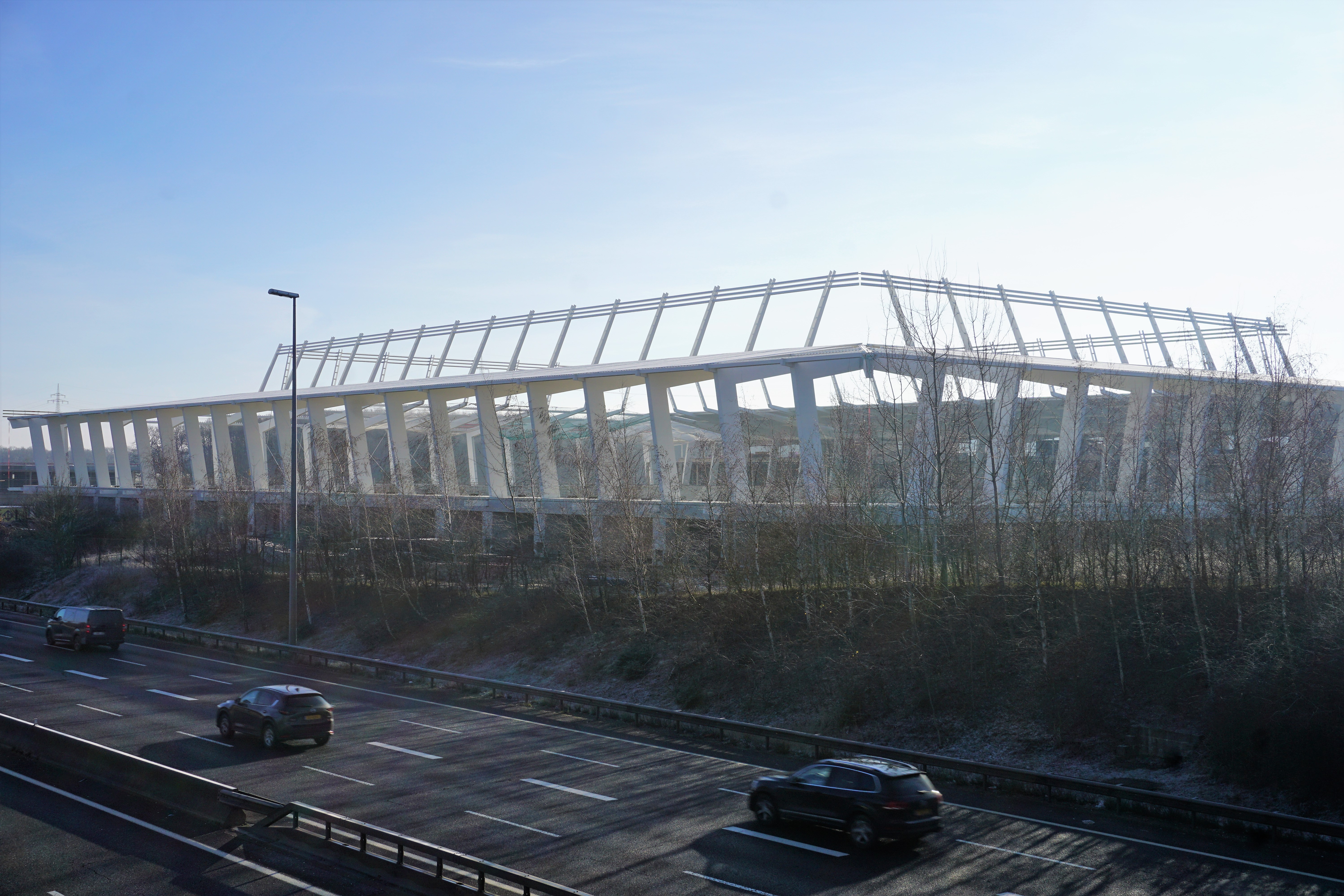
Die Baustelle im Dezember 2018